# Епархия Бойсе
Епархия Бойсе (лат. Dioecesis Xylopolitana) — епархия Римско-Католической церкви в городе Бойсе, штат Айдахо, США. Епархия Бойсе входит в митрополию Портленда. Кафедральным собором епархии Бойсе является Собор святого Иоанна Евангелиста.

## История
3 марта 1868 года Святой Престол учредил апостольский викариат Айдахо и Монтаны, выделив его из архиепархии Орегон-Сити.
5 марта 1883 года апостольский викариат Айдахо и Монтаны передал часть своей территории Апостольскому викариату Монтаны (сегодня — Епархия Хелены) и был переименован в апостольский викариат Айдахо.
25 августа 1893 года апостольский викариат Айдахо был преобразован в епархию Бойсе.

## Ординарии епархии
- епископ Луи Алоизиус Лутенс[англ.] (03.03.1868 — 27.02.1876)
- епископ Альфонс Жозеф Глорье[англ.] (07.10.1884 — 25.08.1917)
- епископ Дэниэль Мэри Горман[англ.] (06.02.1918 — 09.06.1927)
- епископ Эдвард Джозеф Келли[англ.] (16.12.1927 — 21.04.1956)
- епископ Джеймс Джозеф Бирн[англ.] (16.06.1956 — 07.03.1962) — назначен архиепископом Дубьюка
- епископ Сильвестр Уильям Трейнен[англ.] (23.05.1962 — 17.08.1988)
- епископ Тод Дэвид Браун[англ.] (27.12.1988 — 30.06.1998) — назначен епископом Оринджа
- епископ Майкл Патрик Дрисколл[англ.] (18.01.1999 — 04.11.2014)
- епископ Питер Форсайт Кристенсен[англ.]  (с 04.11.2014)

## Источник
- Annuario Pontificio, Libreria Editrice Vaticana, Città del Vaticano, 2003, ISBN 88-209-7422-3